# 約妙斯站
約妙斯站是一座多倫多地鐵央街－大學線車站，坐落加拿大安大略省多倫多北約克央街、衛信路（Wilson Avenue）和約妙斯道的交界處，於1973年3月31日開幕後取代艾靈頓站成為央街線的北端終點站，直至1974年央街線延長至芬治站為止。
下列由多倫多公車局營運的巴士線駛經約妙斯站：
- 78號聖安德魯斯巴士線（St Andrews）
- 95號約妙斯巴士線（York Mills）
- 96號衛信巴士線（Wilson）
- 97號央街巴士線（Yonge）
- 115號銀山巴士線（Silver Hills）
- 122號格雷頓廳巴士線（Graydon Hall）
- 165號北韋斯頓道巴士線（Weston Road North）
- 319號衛信深宵巴士線（Wilson）
- 320號央街深宵巴士線（Yonge）
- 321號約妙斯深宵巴士線（York Mills）

## 外部連結
- 维基共享资源上的相關多媒體資源：約妙斯站
- （英文）TTC York Mills Station （页面存档备份，存于）－多倫多公車局網站 約妙斯站頁面